# Saints of Los Angeles (canción)
«Saints of Los Angeles» es el primer sencillo nominado al Grammy de Mötley Crüe de su álbum del mismo nombre. Fue lanzado el 11 de abril de 2008, y comenzó a transmitirse en las estaciones de radio el 15 de abril, y alcanzó el puesto #5 en el Hot Mainstream Rock Tracks. En la versión original de Banda Vocal, que se encuentra en el álbum, la letra de la oración de los señores puede ser escuchada en el principio de la canción. La canción se le dio mayor promoción a través de la música del juego de video Rock Band, siendo lanzado como contenido descargable en Xbox Live Marketplace y PlayStation Store el mismo día.

## Video musical
Un video para el sencillo se estrenó en una conferencia de prensa por la banda el 15 de abril. Jacoby Shaddix (Papa Roach), Josh Todd (Buckcherry), Chris Brown (Trapt), y James Michael (Sixx:A.M.) hacen cameos al final del video, así mismo la cantautora noruega Marion Raven aparece durante todo el video como un ángel de alas negras. El video fue dirigido por Paul R. Brown.

## Significado
Según el guitarrista Mick Mars, la canción: "se trata de nosotros firmando el contrato con Elektra Records y es como poco, las palabras, "No importa lo que usted diga/yo voy a hacerlo de todos modos." Es uno de esos tipos de cosas y se trata de eso, de la firma de nuestro primer contrato de grabación".

## Premios
La canción fue nominada para un Premio Grammy por "Mejor Interpretación de Hard Rock", pero perdió ante Wax Simulacra de The Mars Volta. Nominaciones anteriores se produjeron en la misma categoría por las canciones Dr. Feelgood y Kickstart My Heart, pero perdieron en ambas ocasiones contra Living Colour. 